# Doselete

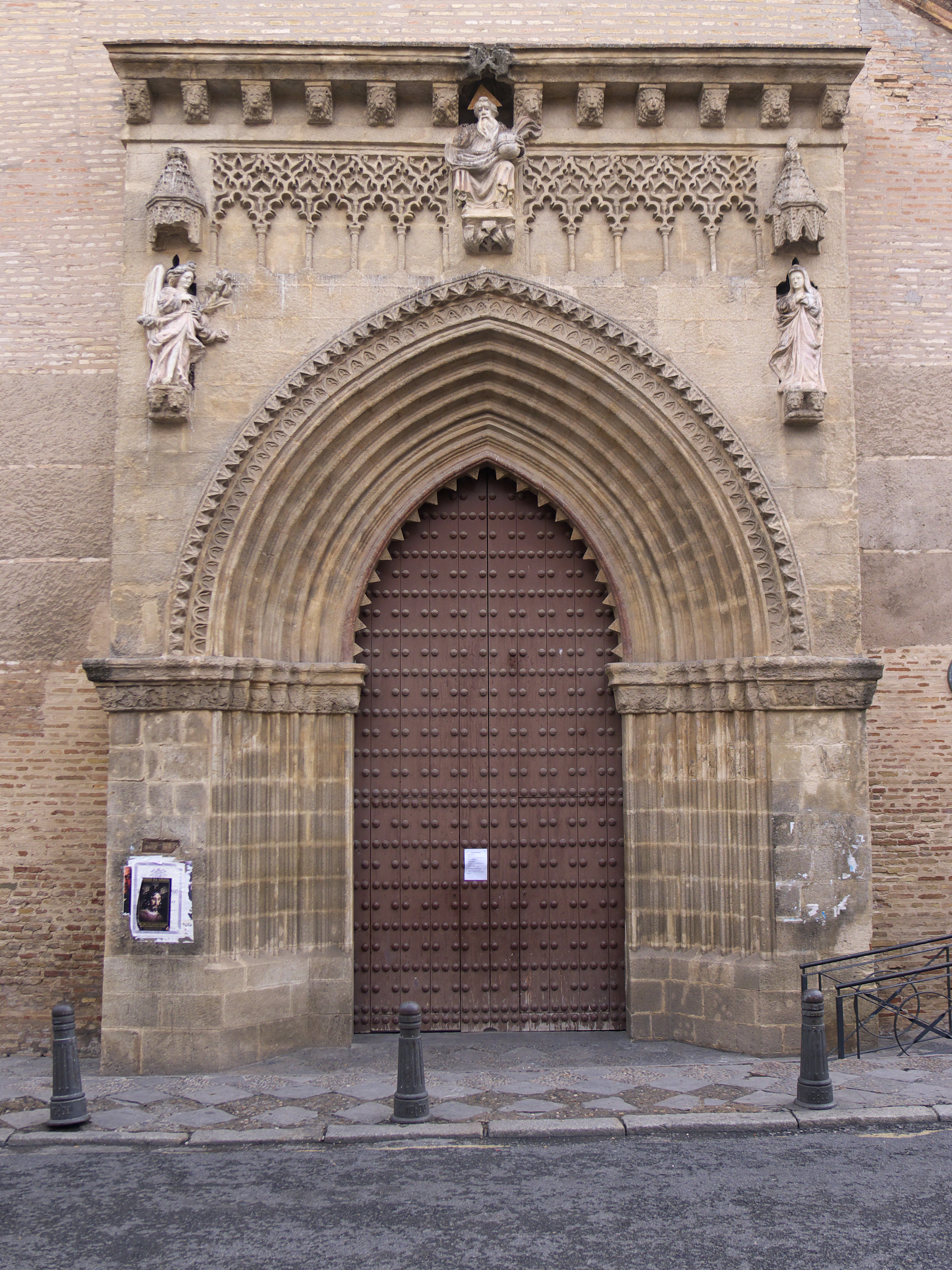
Doseletes góticos en la portada de la Iglesia de San Marcos de Sevilla.

El doselete es un dosel o techo de tamaño normalmente reducido que se coloca como elemento ornamental sobre estatuas adosadas a una fachada o en sepulcros, utilizado especialmente en la arquitectura gótica.  

## Generalidades
Entendiéndose como dosel la cubierta ornamental que resguarda una imagen o un altar, etc., generalmente fijado por uno de sus lados al muro o a la estructura del edificio donde se encuentra.
El doselete es un elemento característico de la arquitectura gótica, luego repetido nuevamente en el periodo neogótico, generalmente realizado en piedra tallada, aunque también es frecuentemente realizado en madera, especialmente en retablos de iglesias.
El doselete aparece como un pequeño elemento abovedado realizado con una decoración rica y menuda, y rematado por pináculos, según la estética del gótico. Muchas veces se encuentra las fachadas y en las jambas y parteluces de las portadas. Un ejemplo de doselete se puede encontrar en la portada del Juicio Final de la catedral de León.